# 小栗康平
小栗 康平 （おぐり こうへい、1945年10月29日 - ）は、日本の映画監督。

## 来歴
1945年10月29日、群馬県前橋市に生まれる。群馬県立前橋高等学校を卒業後、早稲田大学第二文学部に入学。大学卒業後、まずはピンク映画の世界に飛び込んだが、ほどなく浦山桐郎の下に弟子入りする。その後、フリーの助監督として、山本迪夫、大林宣彦、篠田正浩らの助監督を務めた。この間、1973年に特撮テレビドラマ『流星人間ゾーン』で監督を務めている。
1981年1月に、宮本輝原作による処女作『泥の河』を発表。第55回キネマ旬報ベスト・テン第1位に選出され、第5回日本アカデミー賞で
最優秀監督賞を受賞した。国外でもモスクワ国際映画祭で銀賞を受賞し、第54回アカデミー賞では外国語映画賞にノミネートされた。
1984年11月には、李恢成原作の『伽倻子のために』（かやこのために）を発表。フランスのジョルジュ・サドゥール賞（1985年）を日本人として初めて受賞した。
1990年4月、島尾敏雄原作の『死の棘』を発表。島尾は大島渚や篠田などからの映画化の依頼を頑なに拒否していたが、『泥の河』を賞賛し、小栗には映画化を認めた。同年5月の第43回カンヌ国際映画祭では同映画祭ディレクターのジル・ジャコブの推薦によりコンペティション部門に出品され、審査員グランプリと国際映画批評家連盟賞を受賞した。同作を含む3作はいずれも1950年代を舞台としており、戦後生まれの小栗が「日本人と私」を問い続けた「戦後三部作」と位置づけられている。
1996年2月、初のオリジナル脚本による『眠る男』を発表。同作は第47回ベルリン国際映画祭で芸術映画連盟賞を、第20回モントリオール世界映画祭では審査員特別大賞を受賞した。
2005年6月、『埋もれ木』を発表。同年5月に第58回カンヌ国際映画祭の監督週間部門で上映された。
2015年、10年ぶりの作品となる『FOUJITA』が公開された。

## 監督作品

### 映画
- 泥の河 （1981年）
- 伽倻子のために （1984年）
- 死の棘 （1990年）
- 眠る男 （1996年）
- 埋もれ木 （2005年）
- FOUJITA （2015年）

### テレビ
- 流星人間ゾーン （1973年）
  - 第15話「沈没!ゴジラよ東京を救え」（脚本のみ）
  - 第21話「無敵!ゴジラ大暴れ」
  - 第26話（最終回）「粉砕!ガロガガンマーX作戦」

## 著書
- 『哀切と痛切』径書房、1987年1月。平凡社ライブラリー、1996年
- 『アフリカから日本へのメッセージ』センベーヌ・ウスマンとの共著、岩波ブックレット、1989年。
- 『見ること、在ること』平凡社、1996年
- 『映画を見る眼』日本放送出版協会、2005年
- 『時間をほどく』朝日新聞社、2006年
- 『じっとしている唄』白水社 2015

2005年12月号より、グラフ文化誌『風の旅人』（ユーラシア旅行社）に「見ようとする意思」連載中。

## DVD
- 『DVD-BOX 小栗康平監督作品集』販売元：松竹株式会社ビデオ事業室
- 『埋もれ木』販売元：松竹株式会社ビデオ事業室
- 『流星人間ゾーン DVD-BOX 』販売元：タキ・コーポレーション